# Parafia św. Jerzego w Lelkowie
Parafia Świętego Jerzego w Lelkowie – parafia greckokatolicka w Lelkowie, w dekanacie olsztyńskim eparchii olsztyńsko-gdańskiej. Założona w 1993. Mieści się przy ulicy Warmińskiej.